# Virginia Military Institute
Virginia Military Institute är en statligt finansierad militärhögskola i Lexington, Virginia, USA, som grundades 1839.
Skolan startades som den andra statliga militärhögskolan efter Military Academy at West Point som grundades 1802, och skapade förbättrade utbildningsmöjligheter för personer utan högre utbildning från sydstaterna.
Efter ett domstolsutslag 1996 i USA:s högsta domstol, United States v. Virginia, så tar skolan sedan 1997 även in kvinnliga elever.